# Marquesado de Valdeolmos
El marquesado de Valdeolmos es un título nobiliario español creado el 10 de octubre de 1689 con el vizcondado previo de Peñatajada por el rey Carlos II a favor de José de Aguerri y Churruca, noble del reino de Aragón y secretario del rey. Se le concedió la grandeza de España el 4 de septiembre de 1908, por parte del rey Alfonso XIII.
La denominación del marquesado alude a la villa de Valdeolmos (Madrid), y el vizcondado la tomaba del lugar de Peñatajada (Zaragoza).
La creación de este título, y del marquesado de la Torrecilla (otorgado poco antes a Félix de Aguerri y Rivas, hijo del concesionario), fue consecuencia de una transacción con la Real Hacienda, para cancelar las deudas que esta tenía con los Aguerri, resultado de su actividad de asentistas y proveedores del rey.

## Marqueses de Valdeolmos
|                        | Titular                                   | Periodo                |
| Creación por Carlos II | Creación por Carlos II                    | Creación por Carlos II |
| ---------------------- | ----------------------------------------- | ---------------------- |
| I                      | José de Aguerri y Churruca                | 1689-1697              |
| II                     | Félix Ventura de Aguerri y Rivas          | 1697-¿?                |
| III                    | Josefa Teresa de Aguerri y Rivas          | ¿?-1704                |
| IV                     | Félix de Salabert y Aguerri               | 1704-1762              |
| V                      | Félix de Salabert y Rodríguez de los Ríos | 1762-1790              |
| VI                     | Félix María de Salabert O'Brien           | 1790-1807              |
| VII                    | Manuel de Salabert y Torres               | 1807-1834              |
| VIII                   | Narciso de Salabert y Pinedo              | 1834-1885              |
| IX                     | Fernanda María de Salabert y Arteaga      | 1887-1945              |
| X                      | Alfonso Maldonado y Chávarri              | 1953-2010              |
| XI                     | Fernando Maldonado y Vidal                | 2011-2024              |
| XII                    | Fernando Alonso Maldonado Pérez de Miguel | 2025-actual titular    |

## Historia de los marqueses de Valdeolmos
- José de Aguerri y Churruca (Tardets, 20 de abril de 1627-1697),[3] I marqués de Valdeolmos,[4]  hijo de José de Aguerri, señor del lugar y palacio de Aguerri, y de su esposa María de Churruca y Echecajar.

Casó, el 25 de abril de 1644, con Josefa Mónica de Rivas y Simón. Le sucedió su hijo:
- Félix Ventura de Aguerri y Rivas, II marqués de Valdeolmos[4] y I marqués de la Torrecilla (1688).[5]

Le sucedió su hermana:
- Josefa Teresa de Aguerri y Rivas (Zaragoza, ¿?-11 de junio de 1704), III marquesa de Valdeolmos[4] y II marquesa de la Torrecilla.[5]

Casó, el 25 de mayo de 1670, con Manuel Félix de Salabert y Sora, del Consejo de S.M. en la Contaduría Mayor de Hacienda, infanzón, natural de Borja, hijo de Juan Tomás Ignacio de Salabert y Ruiz de Castilla y Urriés —hijo de Domingo Agustín de Salabert y Esteban y de Teodora Ruiz de Castilla y Urriés y Felices—, y de su esposa Antonia Luisa de Sora y Esteban. Le sucedió su hijo:
- Félix de Salabert y Aguerri (Zaragoza, 17 de mayo de 1689-noviembre de 1762), IV marqués de Valdeolmos,[4] III marqués de la Torrecilla,[7] regidor perpetuo de Madrid y caballero de Santiago.

Casó con María Eugenia Rodríguez de los Ríos y Bueno, hija de Francisco Esteban Rodríguez de los Ríos, I marqués de Santiago, del Consejo de S.M. en la Contaduría Mayor de Hacienda, y de María Bueno y Mansilla, su primera mujer, naturales de Madrid. El marqués de Santiago era socio del I marqués de Valdeolmos, y como él asentista y tesorero de Rentas Reales. Sucedió su hijo:
- Félix de Salabert y Rodríguez de los Ríos (1716-6 de enero de 1790), V marqués de Valdeolmos[4] y IV de la Torrecilla,[7] regidor perpetuo de Madrid, caballero de Santiago, mayordomo del rey, ministro de capa y espada, decano em el Consejo de Hacienda.[8]

Casó, el 31 de marzo de 1739, con la malagueña de origen irlandés Isabel O'Brien y O'Connor-Phaly (m. 1776), II condesa de Ofalia  y camarista de la reina madre. Le sucedió su hijo:
- Félix María de Salabert y O'Brien y O'Connor-Phaly (1775-10 de enero de 1807),VI marqués de Valdeolmos,[4] V marqués de la Torrecilla,[7] III conde de Ofalia, mayordomo del rey y miembro del Consejo de Hacienda.[7]

Casó, el 10 de enero de 1807, con Petra Rosa de Torres Feloaga Ponce de León, marqueses de Navahermosa. Le sucedió su hijo:
- Manuel de Salabert y Torres (Madrid, 18 de diciembre de 1779-Madrid, 22 de julio de 1834), VII marqués de Valdeolmos, grande de España,[4] VI marqués de la Torrecilla,[7] VII marqués de Navahermosa, VII vizconde de Linares.[9]

Casó, el 14 de septiembre de 1829, con María Casilda de Pinedo y Huici. Le sucedió su hijo:
- Narciso de Salabert y Pinedo (12 de julio de 1830-París, 25 de noviembre de 1885), VIII marqués de Valdeolmos,[4] VII marqués de la Torrecilla,[7] VIII marqués de Navahermosa,[9] VIII marqués de la Torre de Esteban Hambrán,[9] VIII vizconde de Linares,[9] X conde de Aramayona,[9] VI conde de Ofalia.

Casó, 26 de noviembre de 1857, con María Josefa de Arteaga y Silva, hija de Andrés Avelino de Arteaga y Lazcano Palafox, VII marqués de Valmediano. Le sucedió su hija:
- Fernanda María de Salabert y Arteaga (Madrid, 23 de noviembre de 1859-19 de julio de 1945), IX marquesa de Valdeolmos.[4]

Casó, en primeras nupcias, el 23 de noviembre de 1878, con Mariano Maldonado y Dávalos (m. 1921), VII conde de Villagonzalo. Contrajo un segundo matrimonio, el 24 de septiembre de 1922, con Julio Quesada de Cañaveral y Piedrola, VIII duque de San Pedro de Galatino y VI conde de Benalúa. Sin sucesión de este matrimonio. Le sucedió de su primer matrimonio, a través de su hijo Fernando Maldonado Salabert, VIII conde de Villagonzalo, gentilhombre grande de España con ejercicio y servidumbre del rey Alfonso XIII y de su esposa, Esperanza Chávarri Aldecoa, dama de la Reina Victoria Eugenia de Battenberg, su nieto:
- Alfonso Maldonado Chávarri (m. 25 de julio de 2010), X marqués de Valdeolmos.[4]

Casó, el 4 de diciembre de 1950, con Patricia Vidal Juárez. Le sucedió su hijo:
- Fernando Maldonado Vidal (m. Madrid, 11 de septiembre de 2024[11]), XI marqués de Valdeolmos.[1]

Casó en primeras nupcias con María Teresa Pérez de Miguel González-Adalid, señora divisera del Solar de Tejada, hija de Luis Pérez de Miguel y Teresa González-Adalid Romero. Contrajo un segundo matrimonio con N de Almeida, padres de Beatriz y Carlos Maldonado Almeida. Casó en terceras nupcias con Nuria Herrero Manrique de Lara, padres de Alfonso y Jaime Maldonado Herrero. Sucedió su hijo del primer matrimonio:
- Fernando Alonso Maldonado Pérez de Miguel, XII marqués de Valdeolmos.[13]